# Tønnesenbreen
Der Tønnesenbreen ist ein Gletscher im ostantarktischen Königin-Maud-Land. Er fließt zwischen dem Hochlinfjellet und dem Ruhnkeberg und trennt hierdurch die Gjelsvikfjella vom Mühlig-Hofmann-Gebirge.
Norwegische Kartographen, die ihn auch benannten, kartierten ihn anhand von Vermessungen und Luftaufnahmen der Dritten Norwegischen Antarktisexpedition (1956–1960). Namensgeber ist Jarl Tønnesen (* 1919), der von 1956 bis 1958 als Meteorologe bei dieser Forschungsreise tätig war.